# Shireen Abed
Shireen Abed   (Territoris Palestins) és una pediatra neonatòloga dels territoris palestins.
Almenys des del 2015 és responsable del Departament de Neonatals de Gaza, des d'on el 2017 va denunciar a través de l'ONU el perill que podien suposar les avaries en els generadors en les unitats neonatals. El 2018 va denunciar la manca d'equipaments, medicines i tractaments. A l'inici de la guerra entre Israel i Gaza ja feia anys que treballava en unitats neonatals. El 2023 el seu pis de Gaza va ser bombardejat, va portar les seves filles a un lloc segur, però va continuar fent la seva feina en camps de desplaçats, centres hospitalaris o de forma remota. El 2024 era també directora del centre de maternitat d'Al-Shifa, des d'on va advertir la comunitat internacional de la manca d'aigua i electricitat que posava en perill la vida de molts nounats. En el mateix centre va establir protocols d'emergència.
El desembre de 2024 va ser inclosa en la llista de les 100 Women de la BBC, que destaca les dones més inspiradores i influents de l'any.